# Erebia pupillata
Erebia pupillata är en fjärilsart som beskrevs av Franz Dannehl 1927. Erebia pupillata ingår i släktet Erebia och familjen praktfjärilar. Inga underarter finns listade i Catalogue of Life.